# Pla de Lleida (partida)
Pla de Lleida és una partida de l'Horta de Lleida, de Lleida.
Partida històrica, es troba avui pràcticament engolida al nord pel barri de La Bordeta, de Lleida; mentre que al sud s'hi conserven conreus d'arbres fruiters.
Limita:
- Al nord amb el barri de La Bordeta.
- A l'est amb la partida de Quatre Pilans.
- Al sud amb la partida de La Femosa.
- A l'oest amb la partida d'Aubarés.